# 機場第二航廈駅
機場第二航廈（空港第2ターミナル）駅（きじょうだいにこうかえき、くうこうだい2ターミナルえき）は台湾桃園市大園区にある、桃園機場捷運（桃園捷運機場線）の駅。駅番号は「A13」。

## 概要
桃園機場捷運が当駅に乗り入れる。台北車站駅からの直達車（急行）は当駅までの運行だが、建設中の機場第三航廈駅まで回送し、そこで折り返す。桃園国際空港の第3ターミナルが完成後は機場第三航廈駅始終着となる。また、台北でのITCI（インタウンチェックイン）で受託した出国旅客の手荷物はここで卸され、空港内のベルトコンベアーに自動搬送される。

## 歴史
- 2017年
  - 2月2日 - 桃園機場捷運（桃園捷運機場線）暫定開業（当駅での入出場は扱わない）[1]。
  - 2月16日 - 当駅での整理券方式による無料体験試乗を開始（日中8-16時のみで、利用者数も1日の上限がある）[1]。
  - 3月2日 - 正式開業（4月1日までの1ヶ月は半額）[1][2]。
- 2018年
  - 3月1日 - 一部の直達車が環北方面へ延伸。

## 駅構造

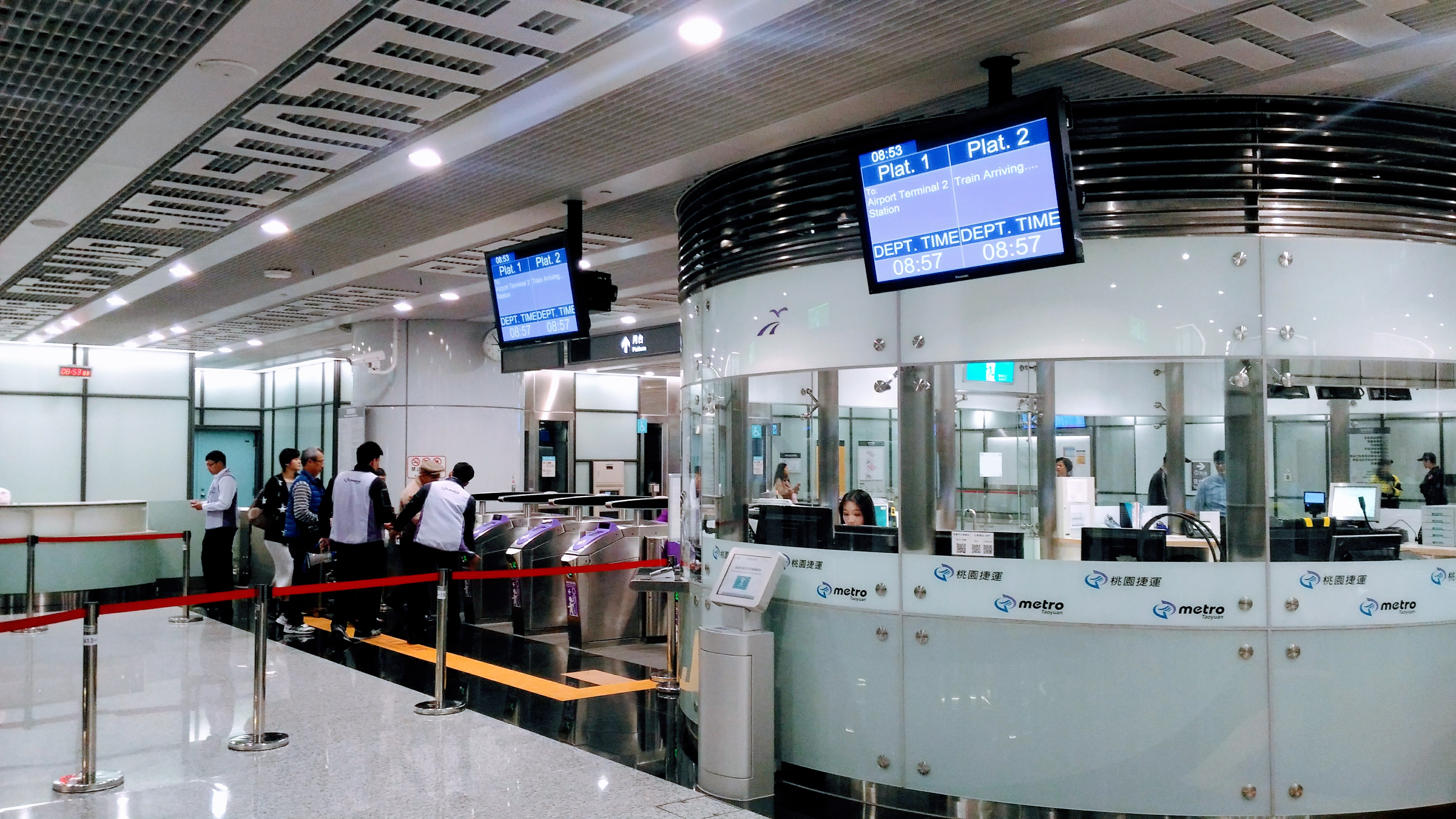
改札口

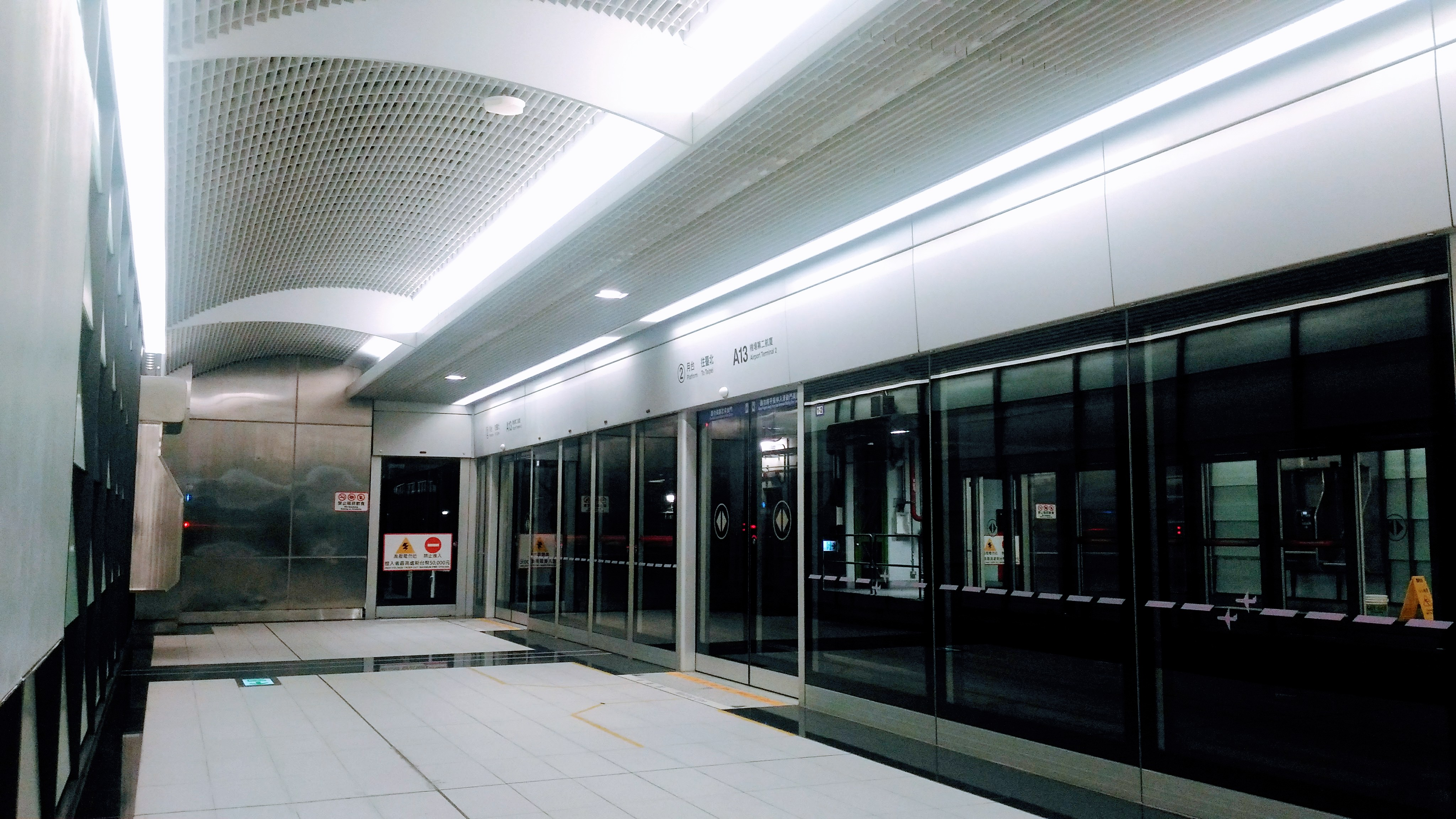
ホーム

ホームは地下3階にある。相対式ホーム2面2線の地下駅で、フルスクリーンタイプのホームドアを有する。出口は1つある。

### のりば
| 1 | 桃園機場捷運（下り） | 直達車               | 当駅止まり                 |
| 1 | 桃園機場捷運（下り） | 環北行直達車・普通車 | 高鉄桃園站・老街渓方面     |
| 2 | 桃園機場捷運（上り） | 直達車・普通車       | 新北産業園区・台北車站方面 |

### 駅出口
- 出口1：台湾桃園国際空港第2ターミナル

## 利用状況
開業1年半時点の2018年9月での1日平均利用客数（降車客含む）は線内では台北に次ぐ17,715人。
| 年   | 1日平均 | 1日平均 | 1日平均 |
| 年   | 乗車    | 出典    |         |
| ---- | ------- | ------- | ------- |
| 2017 | 6,973   | [ 5 ]   |         |
| 2018 | 7,959   | [ 5 ]   |         |

## 駅周辺
- 桃園国際空港第2ターミナル
- 桃園国際空港第2ターミナル駐車場

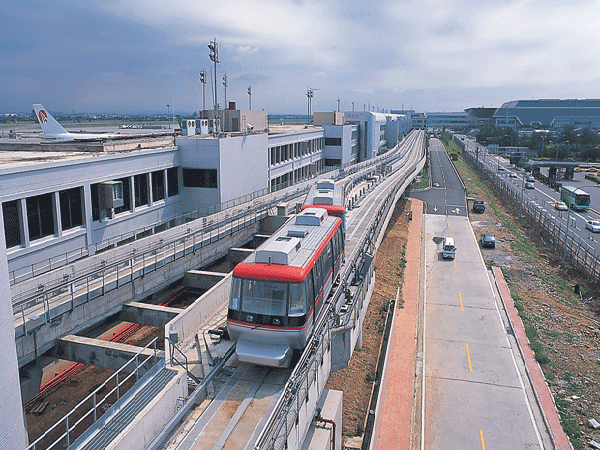
桃園国際空港スカイトレイン

- 桃園国際空港スカイトレイン

## バス路線
詳細は 客運バス（台湾桃園国際空港） を参照のこと。
統聯客運
- 705 高鉄桃園駅 - 桃園国際空港[6]
- 706 台鉄桃園駅 - 桃園国際空港
- 1623 台中市 - 国道1号 - 桃園国際空港
- 1627 中壢服務区（中国語版） - 桃園国際空港
- 1661　宜蘭（礁渓・宜蘭転運站（中国語版）・羅東転運站（中国語版）） - 桃園国際空港（2018年11月新設[7]）

三重客運（廃止）
- 986 捷運徐匯中学駅 - 桃園国際空港[8]

葛瑪蘭客運（廃止）
- 1356B 捷運圓山駅 - 桃園国際空港[9]

国光客運
- 1819 台北車站（東三門） - 桃園国際空港
- 1840 台北（松山空港） - 桃園国際空港
- 1841 台北（松山空港） - 南崁（中国語版） - 桃園国際空港
- 1842 台北（松山空港） - 大園
- 1843 台北（南港駅 - 南港展覧館（中国語版）） - 桃園国際空港
- 1860 桃園国際空港 - 台中

大有巴士
- 1960 市府転運站（市政府駅） - 桃園国際空港
- 1961 台北車站 - 桃園国際空港
- 1962 板橋 - 桃園国際空港
- 1968 新店 - 桃園国際空港

桃園客運
- 5059 桃園 - 桃園国際空港（南崁経由）
- 5089 中壢 - 桃園国際空港（大園経由）

長栄国際儲運（廃止）
- 5201 台北市 - 桃園国際空港
- 5202 台北市 - 桃園国際空港 - 桃園市大園区[10]
- 5203 台北市 - 桃園国際空港 - 桃園市大園区（蘆竹区中山路経由）

建明客運（廃止）
- 5502 台北市 - 桃園国際空港[11]
- 5503 台中市 - 桃園国際空港[12]

## 隣の駅
桃園捷運
機場線（桃園機場捷運）
■環北行直達車
機場第一航廈駅 (A12) - 機場第二航廈駅 (A13) - 高鉄桃園站駅（A18）
■直達車
機場第一航廈駅 (A12) - 機場第二航廈駅 (A13)
■普通車
機場第一航廈駅 (A12) - 機場第二航廈駅 (A13) - 機場旅館駅（A14a）